# Villa rustica (Pittenhart)
Die Villa rustica auf der Gemarkung von Pittenhart, einer Gemeinde im oberbayerischen Landkreis Traunstein, wurde circa 150 Meter östlich des Schlosses von Oberbrunn entdeckt. Die Villa rustica der römischen Kaiserzeit ist ein geschütztes Bodendenkmal mit der Nummer D-1-8040-0018.
Bereits 1841 wurden Grundmauern dieser Villa rustica dokumentiert.